# Mike Pence
Michael Richard Pence (Columbus, 7 de junho de 1959) é um político norte-americano   que serviu como o 48º Vice-presidente dos Estados Unidos. Pence também serviu como governador do estado de Indiana de 2013 a 2017, além de também seis mandatos na Câmara dos Representantes de 2001 a 2013.
Pence nasceu e foi criado em Columbus, Indiana, em uma família de origem alemã e irlandesa. Ele se formou na Hanover College e depois conseguiu um diploma de direito pela Indiana University Robert H. McKinney School of Law antes de virar advogado no setor privado. Após falhar em tentar se eleger para o Congresso em 1988 e 1990, ele se tornou um apresentador de rádio e televisão, de 1994 a 1999, cobrindo temas majoritariamente conservadores. Pence foi finalmente eleito para a Câmara dos Representantes em 2000, representando o 2º e 6º distritos de Indiana, de 2001 a 2013. Ele serviu como presidente da Conferência dos Republicanos da Câmara de 2009 a 2011, a terceira maior posição republicana partidária. Pence se descrevia como um "conservador de princípios" e apoiador do movimento Tea Party, afirmando que ele era "um cristão, um conservador e um republicano, nessa ordem."
Pence foi bem sucedido em conseguir a indicação republicana para a eleição para governador de Indiana em 2012. Ele derrubou o presidente da Câmara estadual John R. Gregg na eleição para governador mais apertada em 50 anos. Ao se tornar governador em janeiro de 2013, Pence iniciou o maior corte de impostos na história do etado de Indiana, ao mesmo tempo que aumentou os gastos com educação. Pence assinou leis que restringiam o direito ao aborto, incluindo uma que proibia o aborto se o motivo do procedimento fosse a raça, sexo ou deficiência do feto. Após Pence assinar a Religious Freedom Restoration Act (RFRA, ou "Lei de Restauração da Liberdade Religiosa"), ele encontrou resistência entre moderados do seu partido, empresários e defensores da comunidade LGBT. A reação contra o RFRA levou Pence a mudar partes da lei para que proibisse a discriminação baseada em orientação sexual, identidade de gênero e outros critérios.
Pence retirou sua candidatura a reeleição para governador em julho de 2016 para se tornar o candidato a vice-presidente do candidato republicano Donald Trump. Os dois venceram a eleição presidencial de 2016. Ele foi empossado como vice-presidente dos Estados Unidos em 20 de janeiro de 2017. Como vice de Trump, Pence encabeçou o Conselho Nacional do Espaço desde o seu estabelecimento em junho de 2017. Em fevereiro de 2020, ele chefiou a Força Tarefa contra o coronavirus da Casa Branca, estabelecida como uma resposta à Pandemia de COVID-19 nos Estados Unidos.
Pence e Trump acabaram não conseguindo se reeleger na eleição presidencial de 2020 para Joe Biden e Kamala Harris, embora a campanha de Trump tenha se recusado a conceder a derrota, alegando fraude. Eles moveram mais de sessenta processos na justiça federal e dois na Suprema Corte, com nenhum deles ganhando mérito de causa. O ex-presidente Trump então passou a afirmar que Mike Pence, que na condição de vice-presidente também era presidente do Senado, poderia reverter o resultado da eleição no dia da certificação dos votos do colégio eleitoral no Congresso em 6 de janeiro de 2021. Nesse dia, milhares de manifestantes pró-Trump invadiram o Capitólio. Pence, contudo, seguiu seu papel constitucional e presidiu a sessão do Congresso que certificou a eleição de Biden-Harris.

## Biografia

### Família e juventude
Michael Richard Pence nasceu em 7 de junho de 1959 em Columbus, Indiana, sendo um dos seis filhos de Nancy Jane e Edward J. Pence, Jr. Seu pai era proprietário de um grupo de postos de gasolina na região, tendo servido no Exército dos Estados Unidos durante a Guerra da Coreia e condecorado com uma Estrela de Bronze em 1953 por serviços prestados à nação estadunidense. A família Pence descente de católicos irlandeses e Michael foi assim batizado em homenagem a seu avô materno, Richard Michael Cawley, que imigrou do Condado de Sligo para Chicago. Seus bisavós maternos eram de Doonbeg, no Condado de Clare.
Pence concluiu o ensino médio na Columbus North High School em 1977. Posteriormente, graduou-se em História no Hanover College, uma instituição superior vinculada à Igreja Presbiteriana, e também em Direito pela Universidade de Indiana em 1986. Durante sua passagem pelo Hanover College, Pence aderiu à fraternidade Phi Gamma Delta, onde chegou a assumir uma posição de liderança. Após graduar-se em Hanover, Pence serviu como conselheiro de admissões da universidade entre 1981 e 1983.
Durante sua infância e juventude, Pence era um católico romano e Democrata, tendo sido voluntário do Partido Democrata no Condado de Bartholomew em 1976 e um dos apoiadores da campanha vitoriosa de Jimmy Carter nas eleições presidenciais de 1980. Posteriormente, Pence afirmou serem John F. Kennedy e Martin Luther King Jr. suas maiores inspirações políticas durante a juventude. Contudo, ainda na universidade, aderiu ao Protestantismo, à mesma época em que passou a considerar as ideias políticas de Ronald Reagan.
Em 1986, após graduar-se em Direito, Pence passou a atuar como advogado. Dois anos mais tarde, concorreu para uma vaga no Congresso de Indiana por duas vezes, em 1988 e 1990, sendo derrotado em ambas por Philip Sharp. Em 1991, tornou-se presidente da Indiana Policy Review Foundation, um think tank regional, e passou a integrar a organização State Policy Network.
Em 1993, Pence desligou-se da Indiana Policy Review para dedicar-se ao programa radicalístico The Mike Pence Show, um talk show baseado em outros programas de maior repercussão em Rushville, Indiana. Pence chamava a si mesmo de "Rush Limbaugh descafeinado", já que se considerava um pouco menos conservador. O programa era emitido pela Network Indiana à mais de 18 estações em todo o Estado, incluindo a WIBC de Indianápolis.

## Câmara dos Representantes (2003-2013)

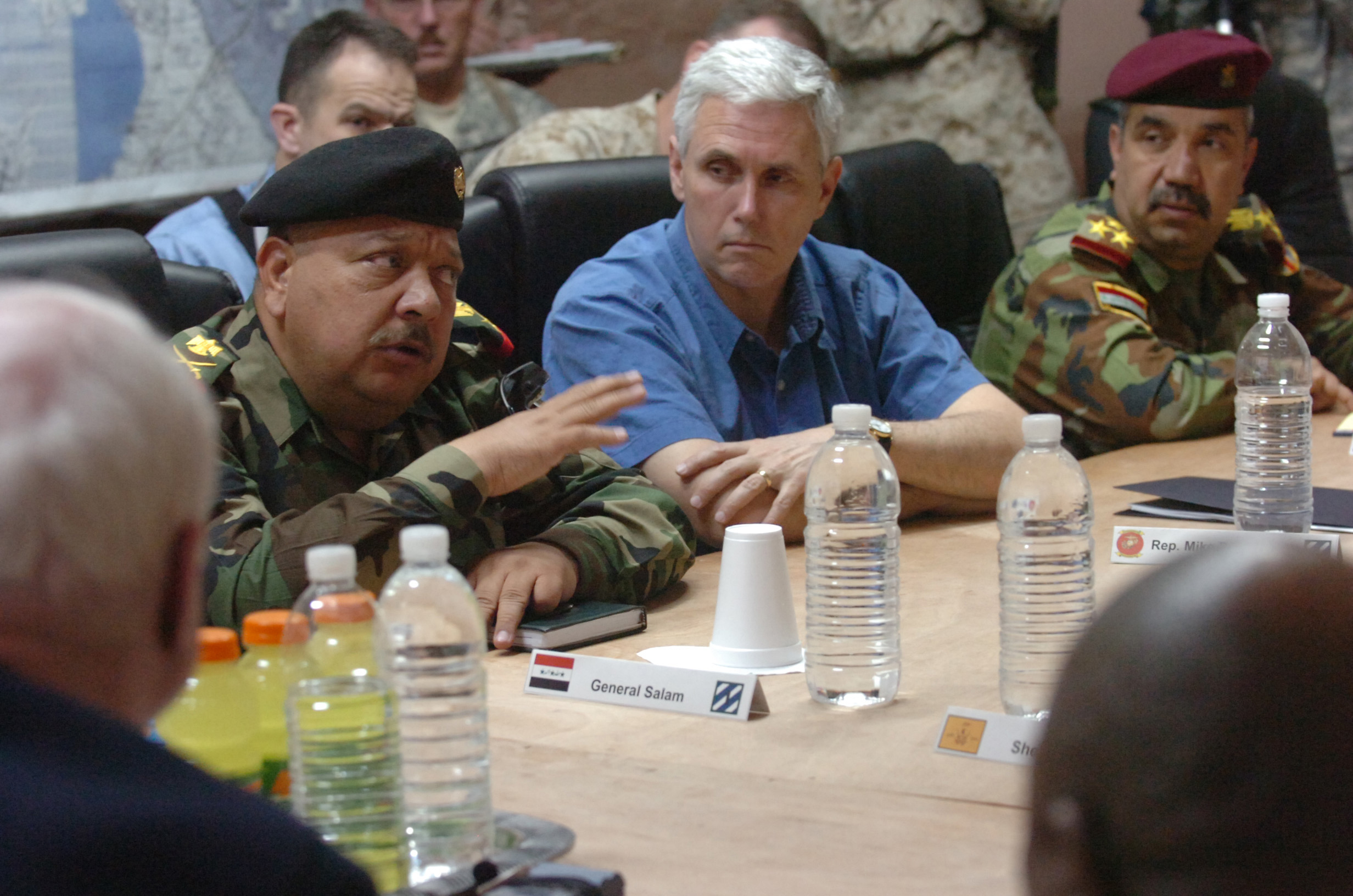
Pence em visita ao Iraque, em 2007.

Em 1988, Pence concorreu a uma vaga no Congresso, sendo derrotado pelo democrata Philip Sharp. Voltou a concorrer com Sharp em 1990, deixando suas atividades como advogado para dedicar-se totalmente à campanha política. No entanto, foi novamente derrotado. Durante a campanha eleitoral, Pence fez uso de "doações políticas para quitar a hipoteca de sua residência, sua dívida pessoa com cartões de crédito e outras dívidas pessoais". Apesar de não ter sido uma medida ilegal, o uso de verba política para tais fins foi considerado negativamente para sua imagem pública.

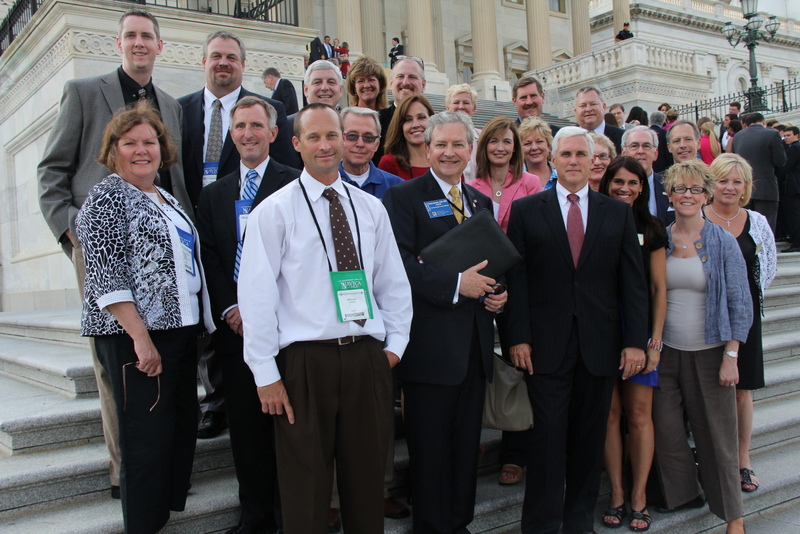
Pence recebe delegação de Indiana no Capitólio dos Estados Unidos, maio de 2012.

Durante a campanha de 1990, Pence fez uso de um programa televisivo eleitoral no qual um ator, vestido em trajes islâmicos, agradecia ao oponente Sharp por "fazer nada a afastar os Estados Unidos de petróleo importado enquanto chefe de um subcomitê de energia na Câmara dos Representantes". Em resposta às críticas, Pence afirmou que o ator não estaria representando árabes; ao invés disto, o episódio gerou mais controvérsia à imagem do candidato. Em 1991, Pence publicou o ensaio "Confissões de um Candidato Negativo", no qual desculpa-se publicamente pelas propagandas eleitorais agressivas contra Sharp.
Em 2000, Pence deu uma nova guinada à sua carreira política ao concorrer a um assento na Câmara dos Representantes, desta visando assumir a vaga deixada por David M. McIntosh, que concorria ao governo de Indiana. O 6º distrito de Indiana compreende os dezenove condados na região oeste do estado. Como congressista, Pence adotou o slogan político que já havia utilizado nos programas de rádio: "um cristão, conservador e republicano". Durante sua década inteira no Congresso dos Estados Unidos, Pence integrou o caucus do Movimento Tea Party.
Durante seu primeiro ano como representante, Pence estabeleceu uma reputação como um dos congressistas mais conservadores, tendo lutado contra a aprovação do Ato "Nenhuma Criança Deixada para Trás", do presidente George W. Bush em 2001. Da mesma forma, opôs-se à expansão do programa Medicare para assistência de usuários de drogas no ano seguinte. Pence foi reeleito mais quatro vezes em margens de voto confortáveis. Nas eleições de 2006, 2008 e 2010, derrotou o democrata Barry Welsh.
Nos anos seguintes, Pence passou a ascender na hierarquia do Partido Republicano, sendo elevado a presidente do Comitê de Estudo Republicano entre 2005 e 2007. Em novembro de 2006, Pence anunciou sua candidatura à liderança da Minoria Republicana na Câmara dos Representantes. A campanha passou a focar num chamado "retorno aos valores" da Revolução Republicana liderada por Newt Gingrich em 1994. Contudo, Pence foi derrotado por John Boehner, de Ohio, por 168 a 27 votos. Em janeiro de 2009, o representante do estado de Indiana foi eleito por unanimidade presidente da Conferência Republicana, o terceiro mais alto cargo na hierarquia do partido. Durante seus doze anos como Representante, Pence propôs 90 projetos de lei e resoluções; porém, nenhuma foi aprovada.
Em 2008, a revista Esquire listou Pence como um dos "10 maiores membros do Congresso", detalhando que "o conservadorismo e tradicionalismo do representante haviam-no colocado contra sua própria liderança partidária". Pence foi mencionado como um possível candidato do Partido Republicano para a eleição de 2008 e novamente em 2012. Em setembro de 2010, foi o vencedor de uma pesquisa de intenção de votos realizada pela organização Values Voter Summit. No mesmo ano, foi encorajado a concorrer a uma vaga no Senado contra o democrata Evan Bayh, mas optou por não entrar na disputa, mesmo após a desistência de Bayh.

## Governador de Indiana (2013-2017)

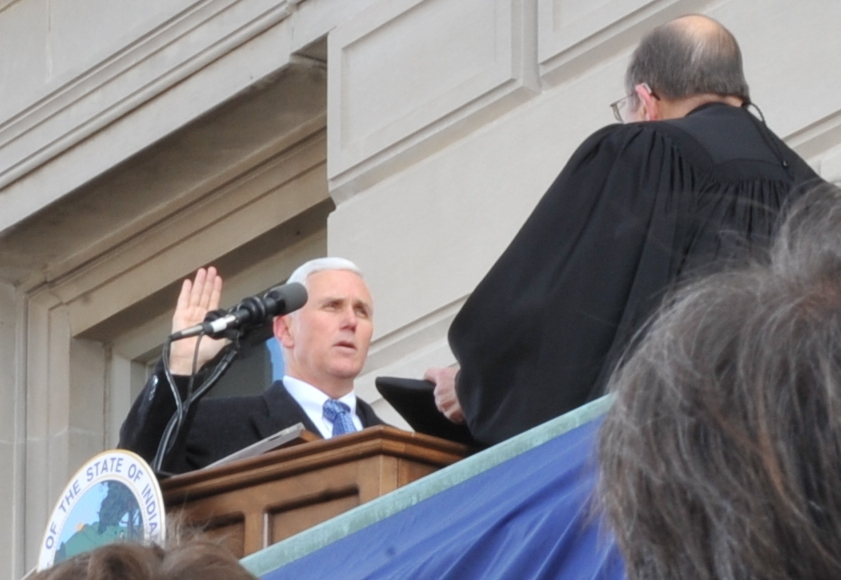
Posse de Mike Pence como governador de Indiana, janeiro de 2013

### Eleição em 2012
Em maio de 2011, Mike Pence anunciou sua intenção em concorrer ao governo de Indiana pelo Partido Republicano nas eleições do ano seguinte. O incumbente Mitch Daniels, também Republicano, já estava em seu segundo mandato. Apesar do peso de seu nome e da relativa popularidade do ocupante do cargo, Pence enfrentou uma forte concorrência do democrata John R. Gregg e do Libertário Rupert Boneham, terminando a eleição com pouco mais de 50% dos votos. Em 14 de janeiro de 2013, Pence foi empossado o 50º governador do estado de Indiana.

### Política econômica

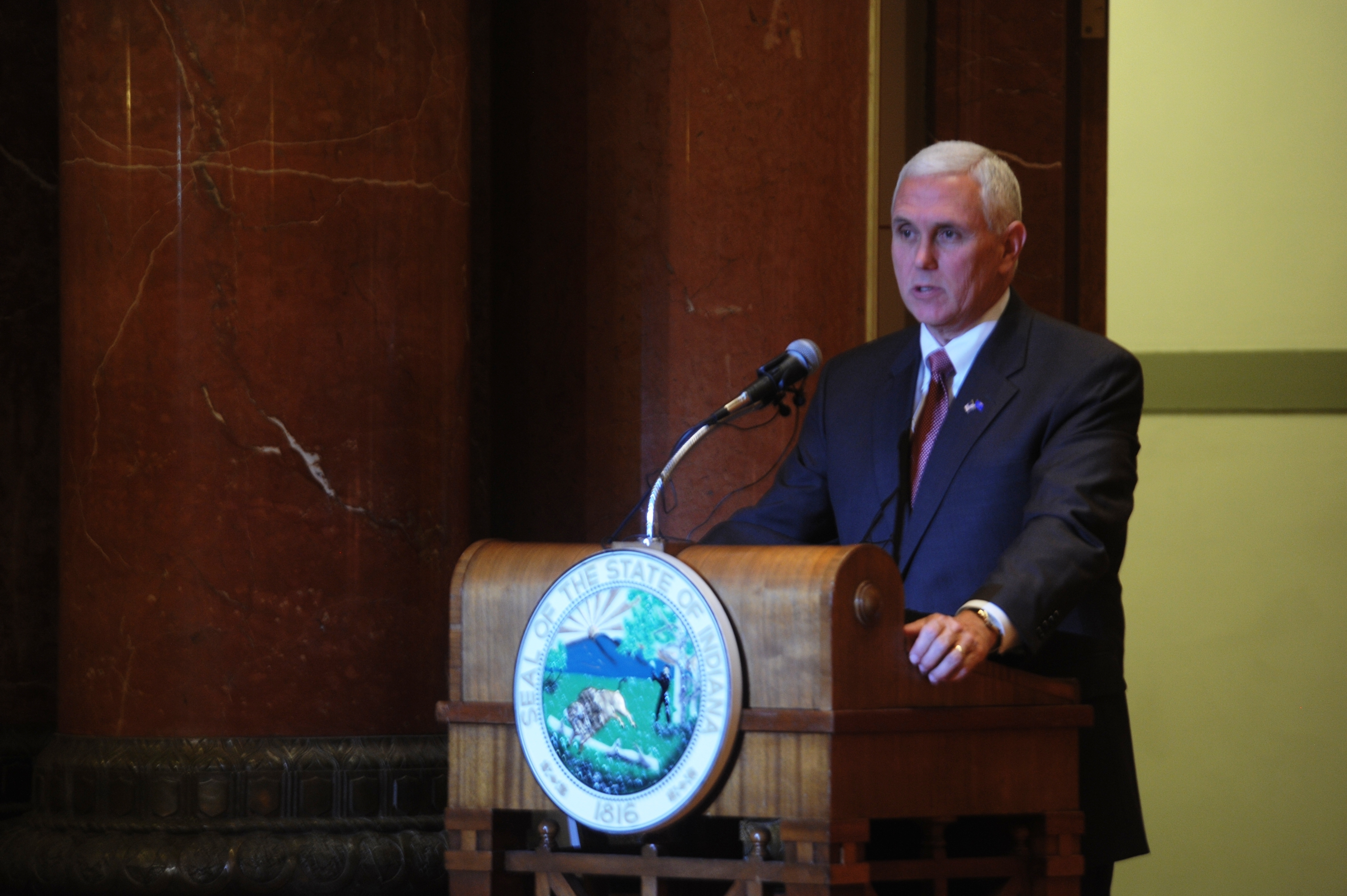
Pence discursa a militares do estado de Indiana no Dia dos Veteranos, 2014.

Ao assumir o governo de Indiana, Pence herdou uma reserva de 2 bilhões de dólares em orçamento do governo anterior, de Mitch Daniels; e o estado acresceu a essa reserva sob seu controle, embora não antes de exigir que as agências estaduais, incluindo as universidades públicas, reduzissem o financiamento em anos em que as receitas caíram abaixo das projeções. Indiana encerrou o ano fiscal de 2014 com mais de 2 bilhões de dólares em reservas; os cortes orçamentários de 14 bilhões anuais, encabeçado por Pence, incluíam 24 milhões das instituições públicas de ensino; 27 milhões dos programas de assistência familiar e 12 milhões do Departamento de Correção, que coordena as prisões estaduais. Durante seu mandato como governador, o estado conseguiu reduzir a taxa de desemprego à nível da União. O crescimento dos postos de trabalho, entanto, ficou um pouco atrás do nível federal. Em 2014, o estado registrou crescimento econômico entre os mais lentos de todos os estados estadunidenses, com 0.4% de crescimento em comparação à média nacional de 2.2%.
Em 2016, a Carrier Corp. e United Technologies Corporation anunciaram o encerramento de suas atividades no estado, transferindo mais de 2.100 postos de trabalho para instalações no México. A medida foi duramente criticada por Donald Trump durante sua campanha eleitoral e Pence expressou publicamente seu "profundo desapontamento". Pence não obteve sucesso em convencer as empresas a permanecer no estado, apesar de que ambas concordaram em reembolsar os governos local e estadual pelos incentivos fiscais recebidos anteriormente. O governo estadual havia liberado mais de 24 milhões dólares em incentivos à companhias estrangeiras.
Em 2013, Pence aprovou uma lei impedindo que os governos locais de Indiana exigissem maiores benefícios salariais às companhias do estado. Em 2015, Pence também revogou uma lei que exigia que as empresas envolvidas em projetos de financiamento público pagassem o salário prevalecente. A lei havia sido sancionada pelo governo anterior, de Mitch Daniels. Durante o mandato de Pence, o estado sustentou um conservadorismo em estabelecer maiores reformas trabalhistas.
Pence empreendeu uma reforma tributária, nominalmente um corte de 10% de taxas, prioridade de sua campanha eleitoral para o primeiro ano de governo. Ainda que não tenha alcançado os 10% prometido durante a campanha, Pence conseguiu implementar tais reformas. Os legisladores cortaram as taxas em 5% e findaram o imposto sobre herança. Brian Bosma, presidente da Câmara dos Representantes, afirmou que o pacote de leis era o "maior corte de impostos da história do estado, girando em torno de 1 bilhão de dólares". Após a implementação do pacote de medidas, o imposto de renda das empresas estatais seria reduzido de 6,5% para 4,9% até 2021, o que seria a segunda maior arrecadação das empresas do país. A lei também permitia aos condados estaduais eliminar as taxas sobre propriedade pessoal.

### Políticas sociais

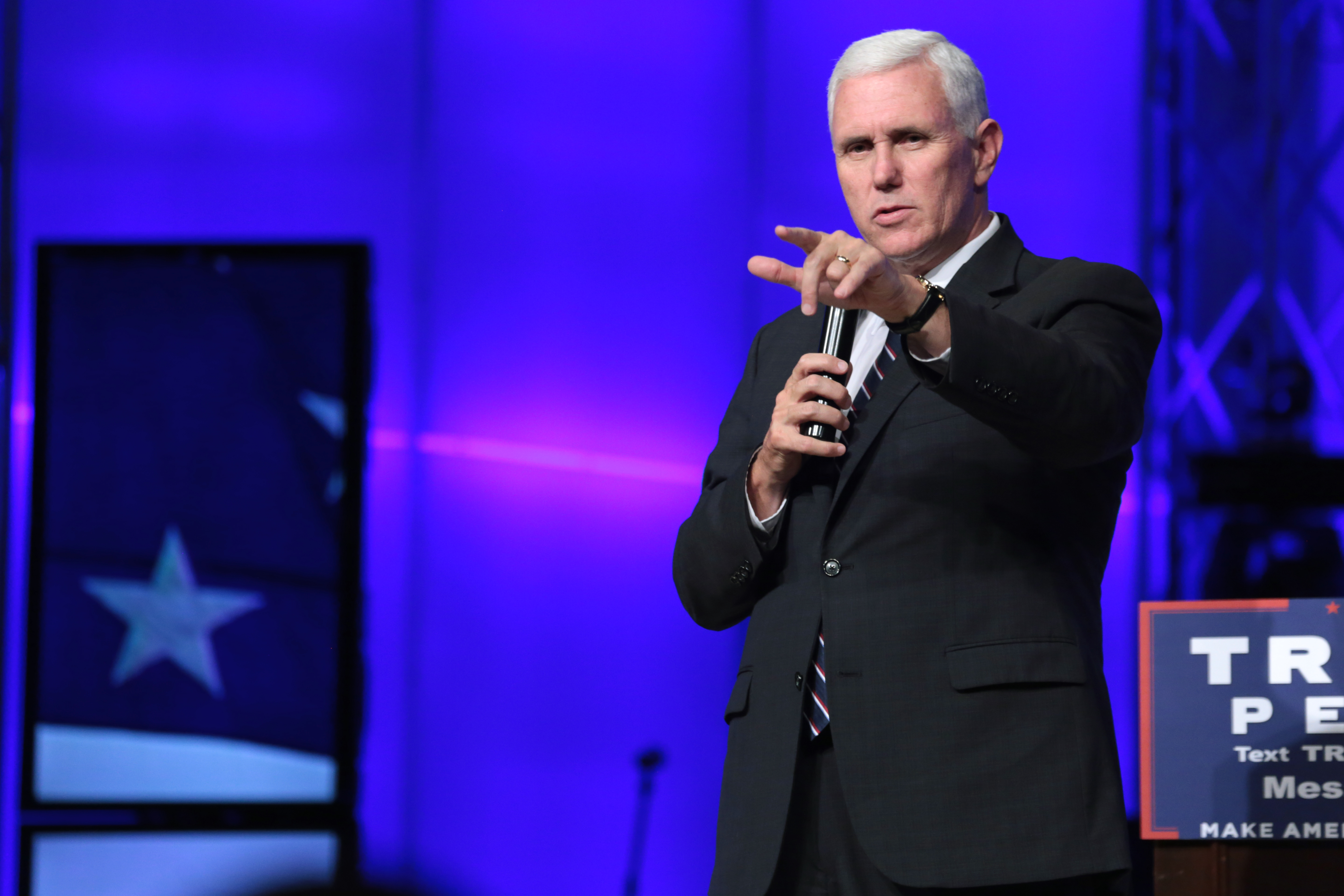
Pence discursando em um culto evangélico na cidade de Mesa, Arizona, 2016.

Em 26 de março de 2015, Pence sancionou a Lei Estadual 101, também conhecida como "Lei de Objeções Religiosas de Indiana". A lei foi criticada por grupos que sentiram uma possível permissão às políticas discriminatórios por parte dos religiosos, como as organizações de defesa dos direitos LGBT. Organizações de renome, como a Associação Atlética Universitária Nacional e os Discípulos de Cristo consideraram a aprovação da lei como "um retrocesso" nas políticas públicas do estado. Tim Cook e Marc Benioff, presidentes da Apple e Salesforce.com - respectivamente - também endossaram às críticas contra a lei, sendo que Benioff afirmou estar "cancelando" os planos de expandir negócios no estado.
Pence defendeu a lei negando tratar-se de uma política discriminatória. Durante uma participação no programa televisivo This Week With, apresentado por George Stephanopoulos, o então governador afirmou que não alteraria a lei, enquanto recusou-se a responder se casos de acusações discriminatórias contra grupos LGBT promovidas pelo grupo Advance America seriam admitidas dentro do vigor da nova lei. Pence negou que a lei permitisse ou alimentasse o sentimento de discriminação. Em 31 de março de 2015, escreveu ao Wall Street Journal: "Se eu visse um dono de restaurante se recusar a servir um casal de homossexuais, eu mesmo nunca mais comeria ali. Como governador de Indiana, se me fosse apresentado um projeto de lei discriminando qualquer grupo ou indivíduo, eu vetaria."

## Vice-presidente (2017-2021)

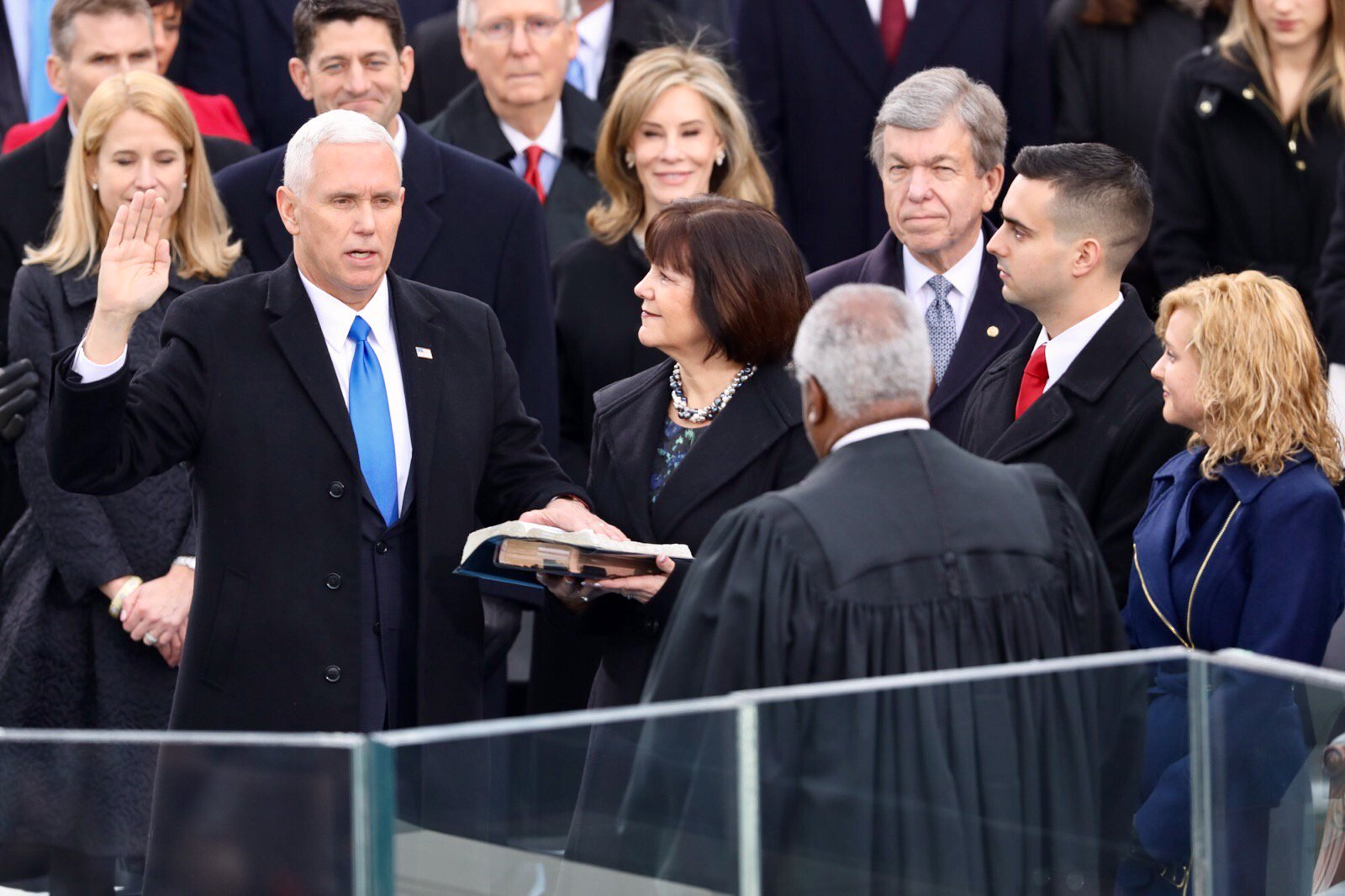
Juramento de posse de Mike Pence como vice-presidente, janeiro de 2017

Em 8 de novembro de 2016, Pence foi eleito Vice-presidente dos Estados Unidos, na mesma chapa eleitoral de Donald Trump. Logo após a eleição, Pence assumiu a liderança do comitê de transição presidencial de Trump, durante a qual teria grande influência sobre os rumos da formação do gabinete de governo. Durante a transição presidencial de Trump, a imprensa considerou Pence como uma figura chave na mediação entre o governo e os congressistas republicanos ao reforçar os compromissos assumidos pelo presidente-eleito durante a campanha e reafirmar sua influência na nomeação da equipe executiva.
Pence tornou-se o sexto vice-presidente na história estadunidense nascido no estado de Indiana, após Schuyler Colfax (1869–1873), Thomas Hendricks (1885), Charles W. Fairbanks (1905–1909), Thomas R. Marshall (1913–1921) e Dan Quayle (1989–1993).
Pence foi empossado no dia 20 de janeiro de 2017 como o 48º vice-presidente dos Estados Unidos. O juramento de posse foi administrado pelo Juiz Clarence Thomas com uso de uma Bíblia de Ronald Reagan aberta em 2 Crônicas 7:14, os mesmos versos utilizados por Reagan em suas posses como governador da Califórnia e presidente.

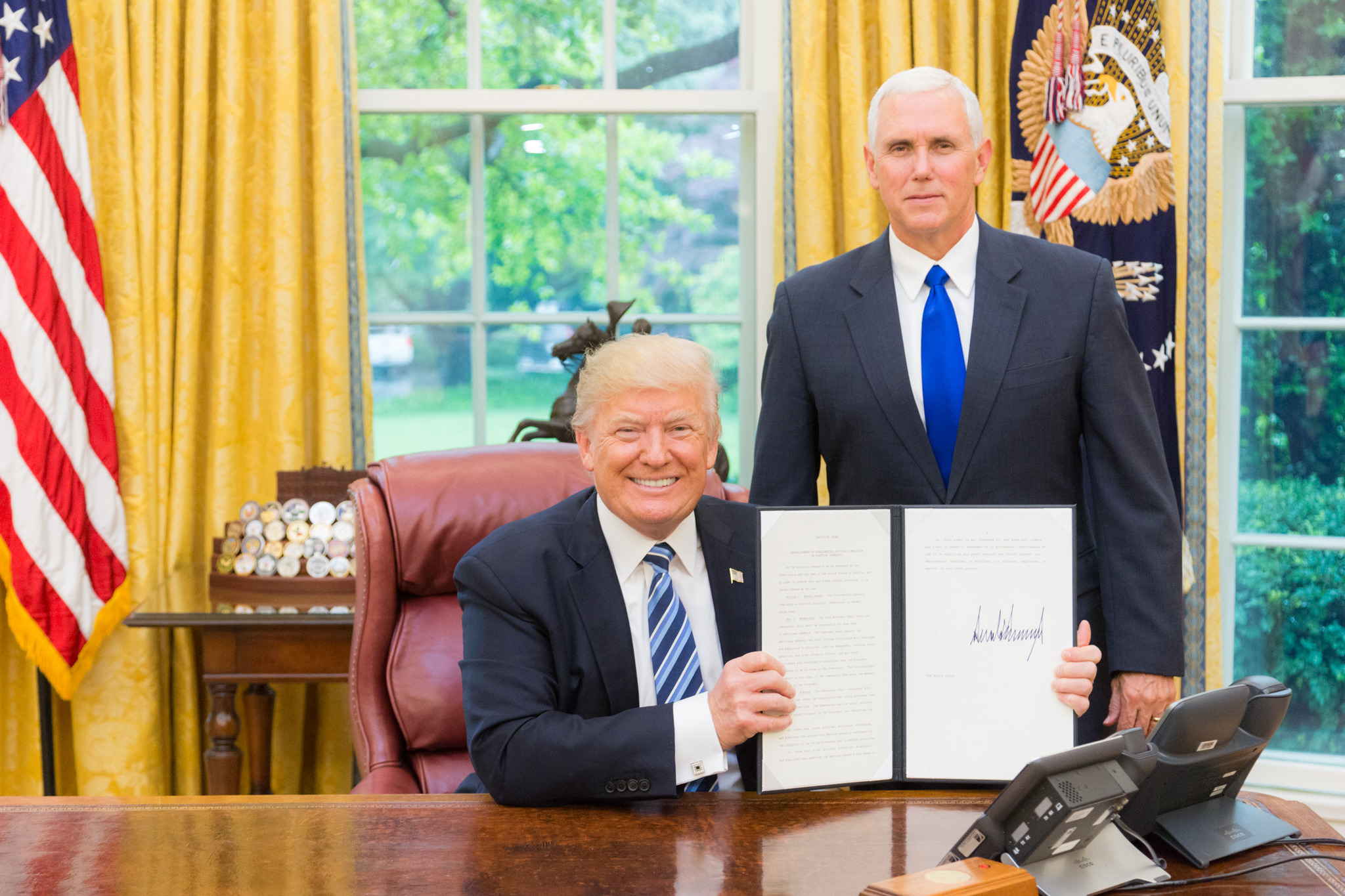
O Presidente Donald Trump, acompanhado do Vice-presidente Mike Pence, exibe assinatura de Ordem Executiva, maio de 2017.

Na primeira semana como vice-presidente, Pence participou de diversas cerimônias oficiais, como a posse de James Mattis como Secretário de Defesa e de John Kelly à frente do Departamento de Segurança Interna. Ambas as posses ocorreram no mesmo dia da posse presidencial. Pence também empossou a equipe principal de funcionários da Casa Branca em 22 de janeiro de 2017. Além disto, junto a Donald Trump, participou de chamadas telefônicas com outros chefes de Estado, como o presidente russo Vladimir Putin e o Primeiro-ministro australiano Malcolm Turnbull.
Ainda no mês de janeiro, Pence nomeou Josh Pitcock como seu chefe de gabinete, que incluía em sua ampla maioria antigos associados de seus anos como governador de Indiana e congressista. Após trabalhar com Pence no Congresso, Pitcock vinha sendo lobista para o estado em Washington, D.C. enquanto Pence era governador, mantendo esta função até mesmo durante a campanha presidencial que levou Trump e Pence ao governo. No mês seguinte Jarrod Agen foi nomeado vice-assistente e diretor de comunicações da Vice-presidência. Até então, Agen vinha atuando como assessor de Rick Snyder no governo do Michigan.

## Vida pessoal

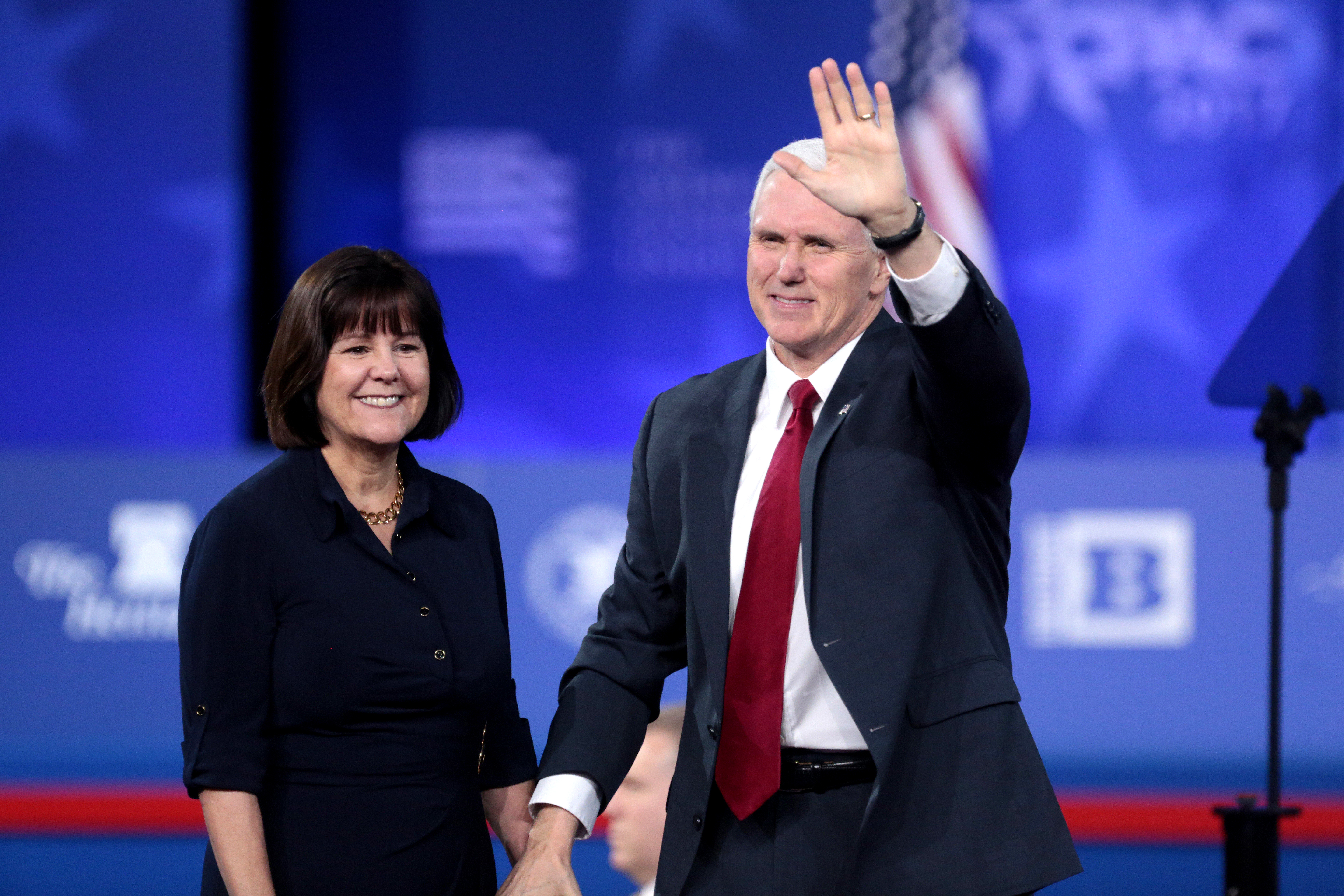
Karen e Mike Pence durante a Conferência de Ação Política Conservadora de 2017

Mike casou-se com Karen Pence em 1985. Os dois se conheceram na Escola Maurer de Direito da Universidade de Indiana na década de 1980 e têm três filhos: Michael, Charlotte e Audrey. Durante seu mandato na Câmara dos Representantes, a família residiu temporariamente em Arlington, Virgínia, quando o Congresso estava em sessão. Michael, seu filho, é primeiro-tenente e um aspirante a piloto no Corpo de Fuzileiros Navais dos Estados Unidos. Pence é torcedor dos Chicago Cubs e dos Indianapolis Colts.
Apesar de ter sido educado na religião católica romana, tendo sido inclusive acólito na paróquia local de sua infância, Pence tornou-se um cristão protestante durante seu período na universidade, mais especificamente "em um festival de música cristão em Wilmore, Kentucky, na primavera de 1978" - como o próprio se refere ao Festival Icthus em Wilmore. No entanto, desde então, Pence manteve sua frequência nas missas. Em 1994, Pence definiu-se como católico praticante durante entrevista a uma revista, porém no ano seguinte, ingressou com toda a família na membresia da Grace Evangelical Church, uma megaigreja da região metropolitana de Indianápolis. Em 2013, ao assumir o governo de Indiana, Pence afirmou "estar em busca de uma denominação para sua família".
Quando questionado se cria na evolução, Pence respondeu: "Eu creio de todo meu coração que Deus criou os céus e a terra, os mares e tudo o que há neles. Como Ele fez isto, lhe perguntarei algum dia." Em discurso à Câmara dos Representantes em 2002, Pence afirmou: "Eu também creio que certo dia os cientistas descobrirão que somente a teoria do design inteligente provê uma explicação racional para o universo conhecido."